# 1866 Сизиф
1866 Сизиф (енгл. 1866 Sisyphus) је Аполо астероид. Приближан пречник астероида је 8,48 km,
а средња удаљеност астероида од Сунца износи 1,893 астрономских јединица (АЈ).
Инклинација (нагиб) орбите у односу на раван еклиптике је 41,183 степени, а орбитални период износи 951,871 дана (2,606 године). Ексцентрицитет орбите астероида износи 0,538.
Апсолутна магнитуда астероида износи 13,0 а геометријски албедо 0,15.
Астероид је откривен 5. децембра 1972. године.